# Jan Ámos Komenský
Jan Amos Komenský, Jan Amos Komeński, Comenius, Komeniusz (ur. 28 marca 1592 w Nivnicy, zm. 15 listopada 1670 w Amsterdamie) – czeski pedagog, filozof, reformator i myśliciel protestancki, senior generalny braci czeskich w latach 1648–1670, przejściowo mieszkaniec Leszna.

## Życiorys
Jan Amos Komenský urodził się 28 marca 1592 roku na Morawach w rodzinie mieszczańskiej. Dokładne miejsce urodzenia jest sporne. Bierze się pod uwagę Nivnicę, Uherský Brod lub Komňę. Był ostatnim biskupem wspólnoty braci czeskich, narodowego kościoła czeskiego. Kształcił się na uniwersytecie w Heidelbergu. Całe życie poświęcił praktycznej działalności wychowawczej, układaniu podręczników szkolnych i teoretycznemu opracowywaniu zagadnień pedagogicznych, a szczególnie dydaktycznych. Twórca i propagator jednolitego systemu powszechnego nauczania. Zalecał objęcie nauczaniem wszystkich niezależnie od płci i stanu, a także nauczanie w języku ojczystym (nauka łaciny miała być wprowadzana później).
W roku 1616 został duchownym wspólnoty braci czeskich. W roku 1627 na skutek prześladowań religijnych musiał opuścić Czechy. Jako przywódca radykalnego ruchu politycznego i religijnego zwalczany w Czechach przez Habsburgów i Kościół katolicki, schronił się w Polsce w Lesznie u Rafała Leszczyńskiego.
Między 1628 a 1656 rokiem (z przerwami na wyjazdy do Anglii, Szwecji, Siedmiogrodu i Elbląga) mieszkał w Lesznie, gdzie pracował, jednocześnie będąc profesorem leszczyńskiego gimnazjum, które dzięki niemu stało się znanym oraz chętnie wybieranym miejscem pobierania nauk przez polską i czeską młodzież. W Lesznie wydał swoje najważniejsze dzieła, m.in. podręcznik do nauki języka łacińskiego pt. Ianua linguarum reserata, tłumaczony na kilkanaście języków. Jego poglądy głosiły wiarę w dobrobyt i naprawę ludzkości poprzez rozpowszechnianie wiedzy (aby wszyscy wiedzieli wszystko o wszystkim).
W roku 1645 uczestniczył w dyspucie teologicznej Colloquium charitativum, na której reprezentował wspólnotę braci czeskich.
W trakcie najazdu szwedzkiego na Polskę (potopu) stojąc na czele wspólnoty braci czeskich w Lesznie poparł Szwedów pisząc panegiryk na cześć najeźdźcy, króla szwedzkiego Karola Gustawa oraz odezwę do Polaków, by wyrzekli się katolicyzmu i króla Jana Kazimierza. Poparcie udzielone Szwedom spowodowało akcję odwetową i spalenie miasta w roku 1656 przez wojska polskie. Utracił wówczas swoją bibliotekę i rękopisy.

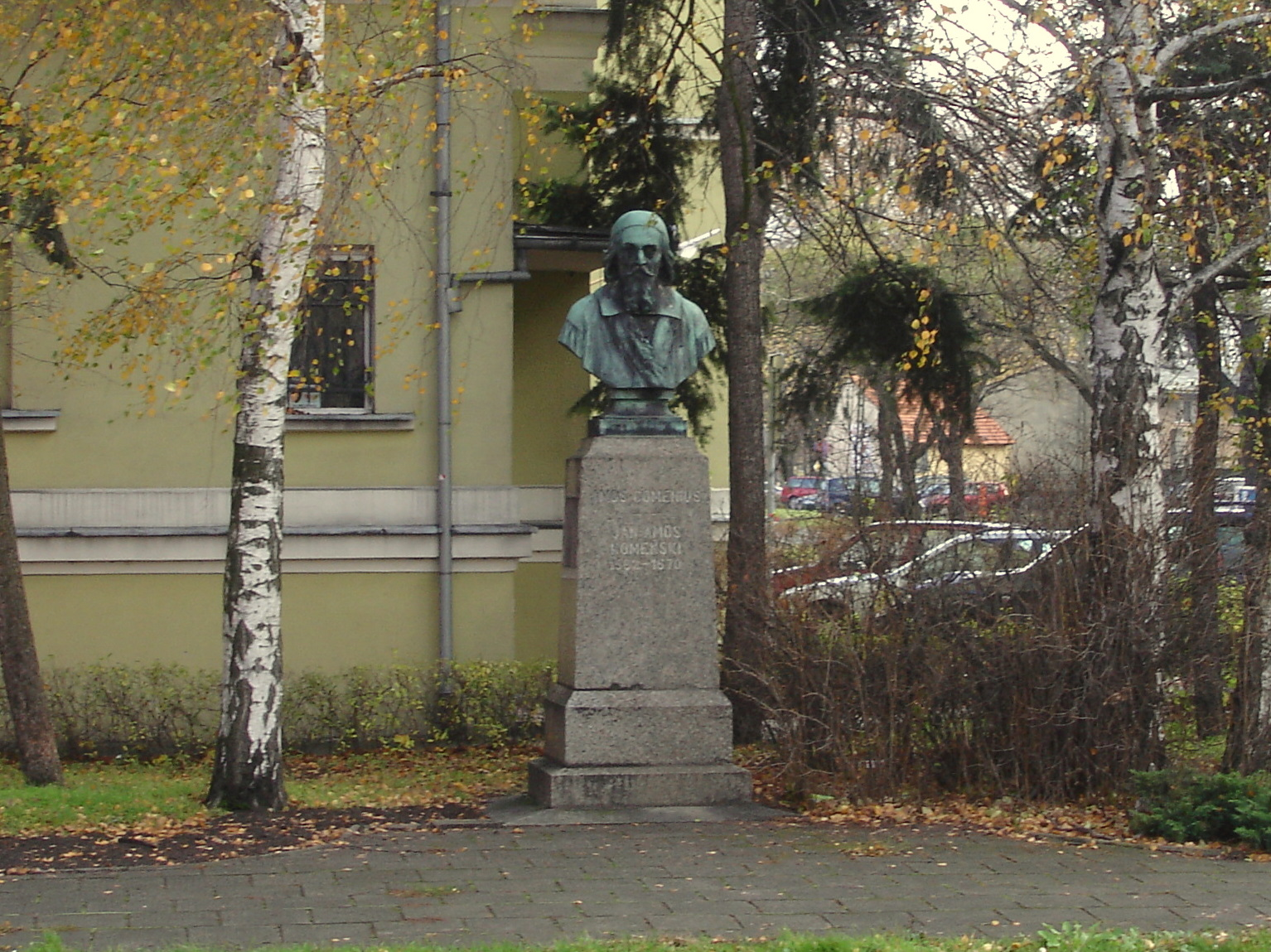
Pomnik Jana Amosa Komeńskiego w Lesznie

W 1656 musiał uchodzić z miasta. Zamieszkał na Śląsku, a następnie przeniósł się do Amsterdamu. Tam w roku 1660 doprowadził do wydania wznowienia Biblii gdańskiej u Christofella Cunradusa. Zmarł w Amsterdamie w roku 1670. Pochowany został w kalwińskim kościele w Naarden na przedmieściach Amsterdamu.

## Labirynt świata i raj serca
Dzieło Komeńskiego, książka Labirynt świata albo raj serca, zostało spisane w 1623 roku. Uważa się je za jedno z najważniejszych dzieł tego autora. Pierwsze wydanie ukazało się w 1631 roku w Saskiej Pirnie, a kolejne w 1663 roku w Amsterdamie. 
Labirynt świata albo raj serca można uznać za dzieło fantastycznonaukowe. Istotną cechą tej książki jest duża ilość alegorii, w których autor krytykuje świat osób uczonych. Pokazuje w nim świat w jakim rządzą głównie bogaci, uczeni oraz dobrze urodzeni, nie zawsze moralni i odpowiednio kształceni, gnębiący słabszych, dobrych i uczciwych.
Treść powyższego dzieła przedstawia podróż chłopca po świecie, podczas której poruszane są zagadnienia związane z ludzkim życiem oraz sytuacją społeczną i ideową ówczesnej Europy. W trakcie tej podróży bohater przygląda się różnym stanom i zawodom, pochylając się między innymi nad zagadnieniami alchemii.

## Dzieła

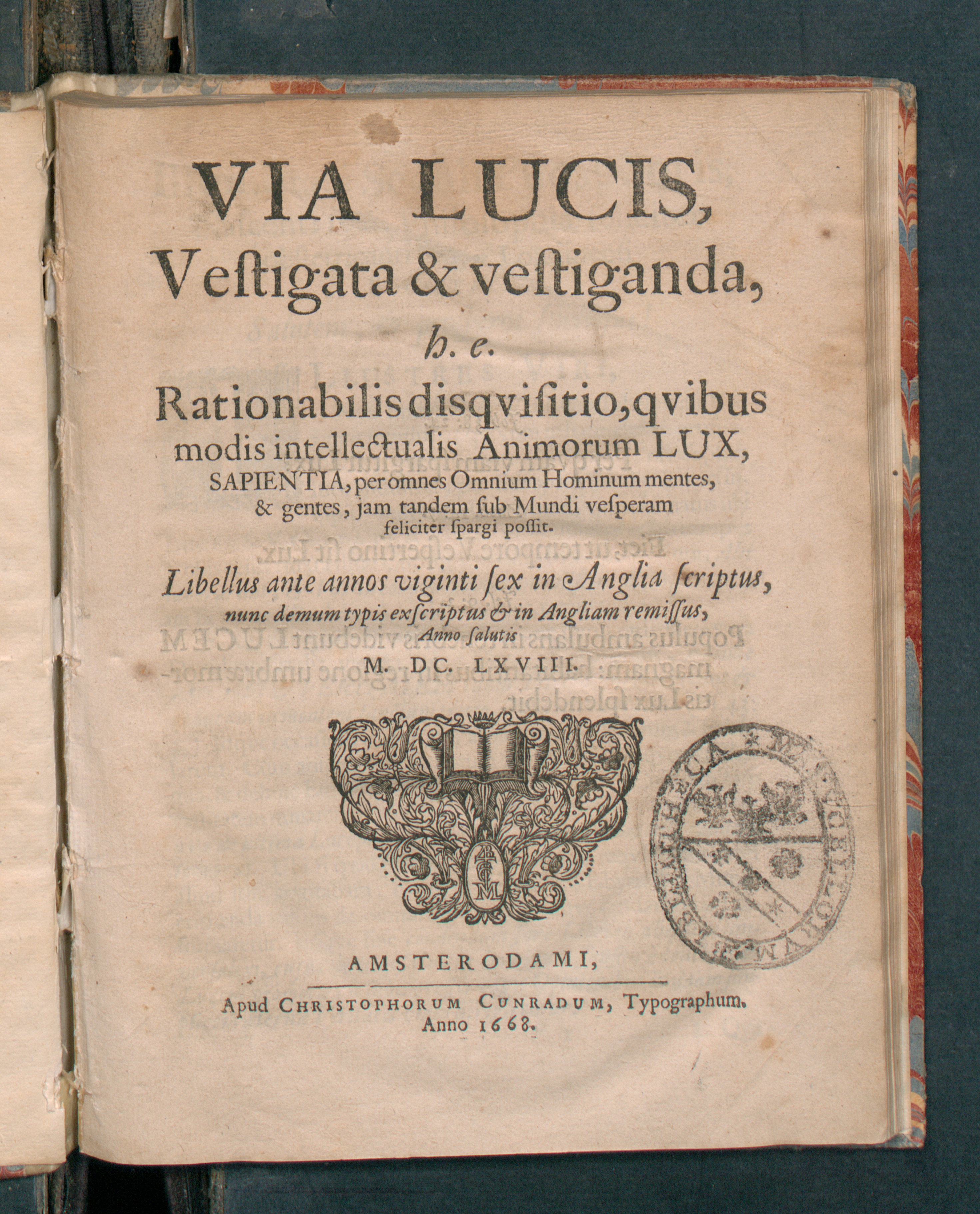
Via Lucis, 1668

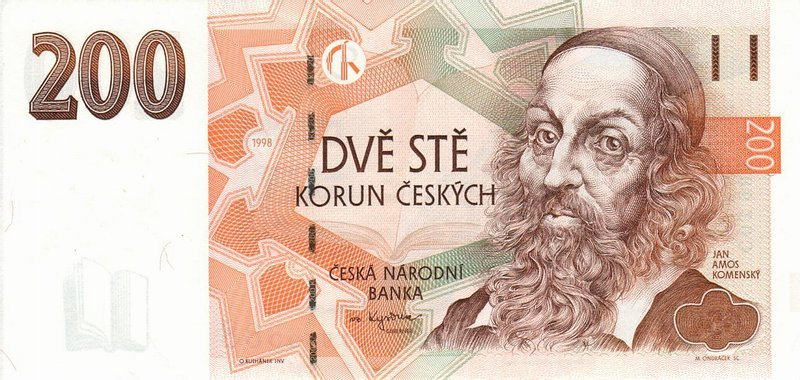
Podobizna Jana Amosa Komeńskiego została umieszczona na banknocie 200 koron czeskich

- Drzwi języków (otworzone) (Ianua linguarum)
- Labyrynt świata i raj serca, 1623–31[7][4], znany też jako Labirynt świata i dom pociechy[3]
- Listy do nieba (Briefe an den Himmel), 1616
- Pampaedia
- Świat w obrazach (Orbis sensualium pictus), 1658
- Wielka Dydaktyka (Didaktika Magna/Opera didactica omnia), 1638[3]

## Upamiętnienia
11.12.1957 - Poczta Polska wprowadziła do obiegu znaczek pocztowy z wizerunkiem Jana Amosa Komeńskiego o wartości 2,50 zł (numer katalogowy 896) z okazji jego 365. rocznicy urodzin. 